# Adalar

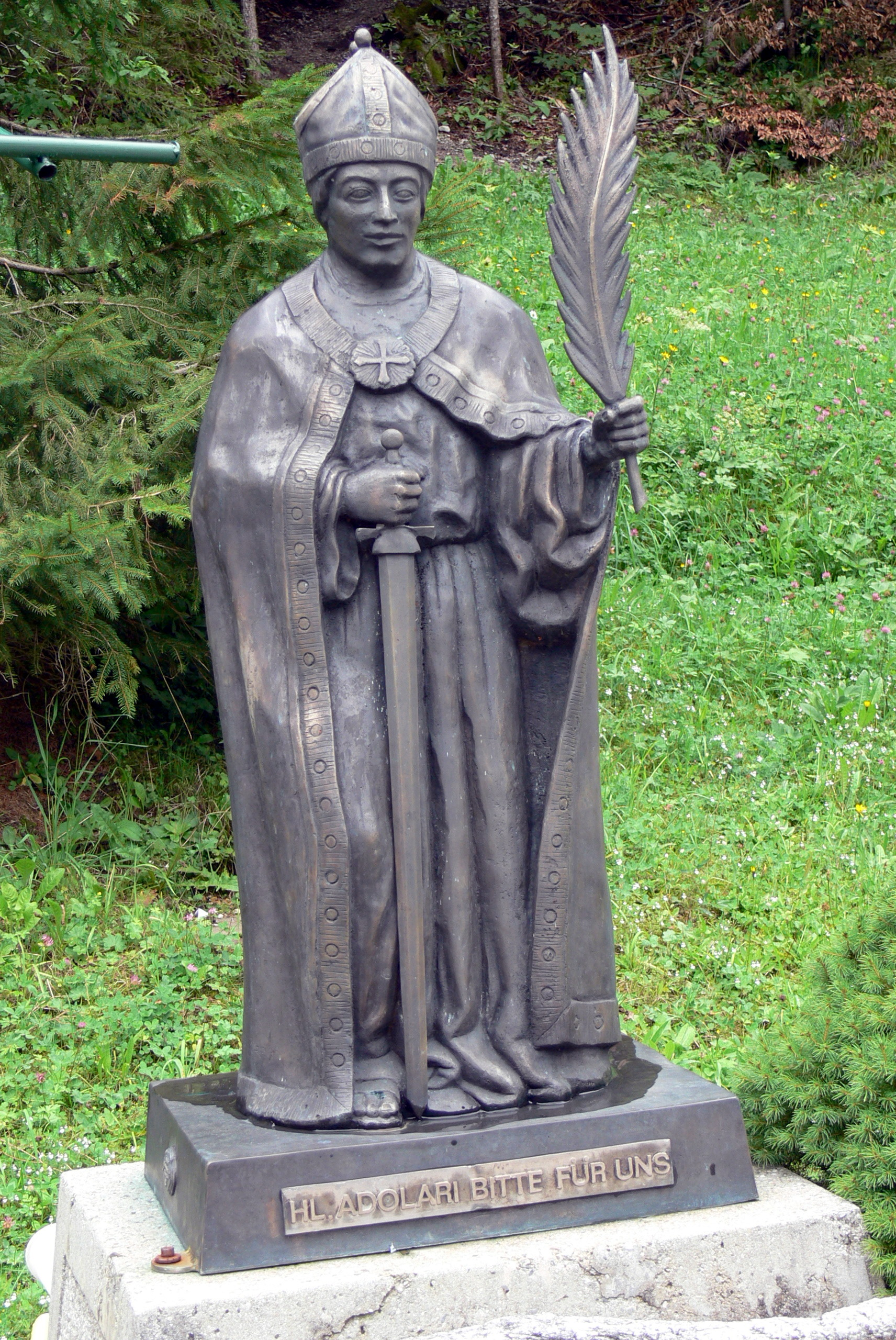
Brunnenfigur des heiligen Adalar in St.Adolari (Tirol)

Der heilige Adalar, Adolar oder Adalher (althochdeutsch Aethelheri) († 5. Juni 754 oder 755 in Dokkum, Niederlande) war einer der Gefährten des heiligen Bonifatius.

## Leben und Legende
Adalar wurde zusammen mit Bonifatius und zahlreichen Gefährten, darunter auch Eoban, bei Dokkum in Friesland am 5. Juni 754 oder 755 von heidnischen Friesen erschlagen. Die Gebeine kamen zusammen mit denen von Eoban nach 756 von Utrecht in die Abtei Fulda und wurden neben denen von Bonifatius bestattet. Vor 1100 wurden sie nach Erfurt überführt, wo sie 1154 gefunden wurden. Sein Grab befindet sich bis heute im Erfurter Dom.
Einer Sage nach war er erster und einziger Bischof des 742 von Bonifatius gegründeten Bistums Erfurt, das nach seinem Tod dem Bistum Mainz zugeschlagen wurde.

## Verehrung
Dargestellt wird Adalar im Priesterornat mit Buch, bisweilen auch im Bischofsgewand. Er ist Schutzpatron von Erfurt und Schutzpatron des Viehs.
Die Kapelle St. Adolari am Pillersee ist ihm geweiht.

### Gedenktage
- Katholische Kirche: 5. Juni
- Bistum Mainz: 20. April
- Bistum Fulda: 7. Juni (gebotener Gedenktag)

### Verehrung in Erfurt

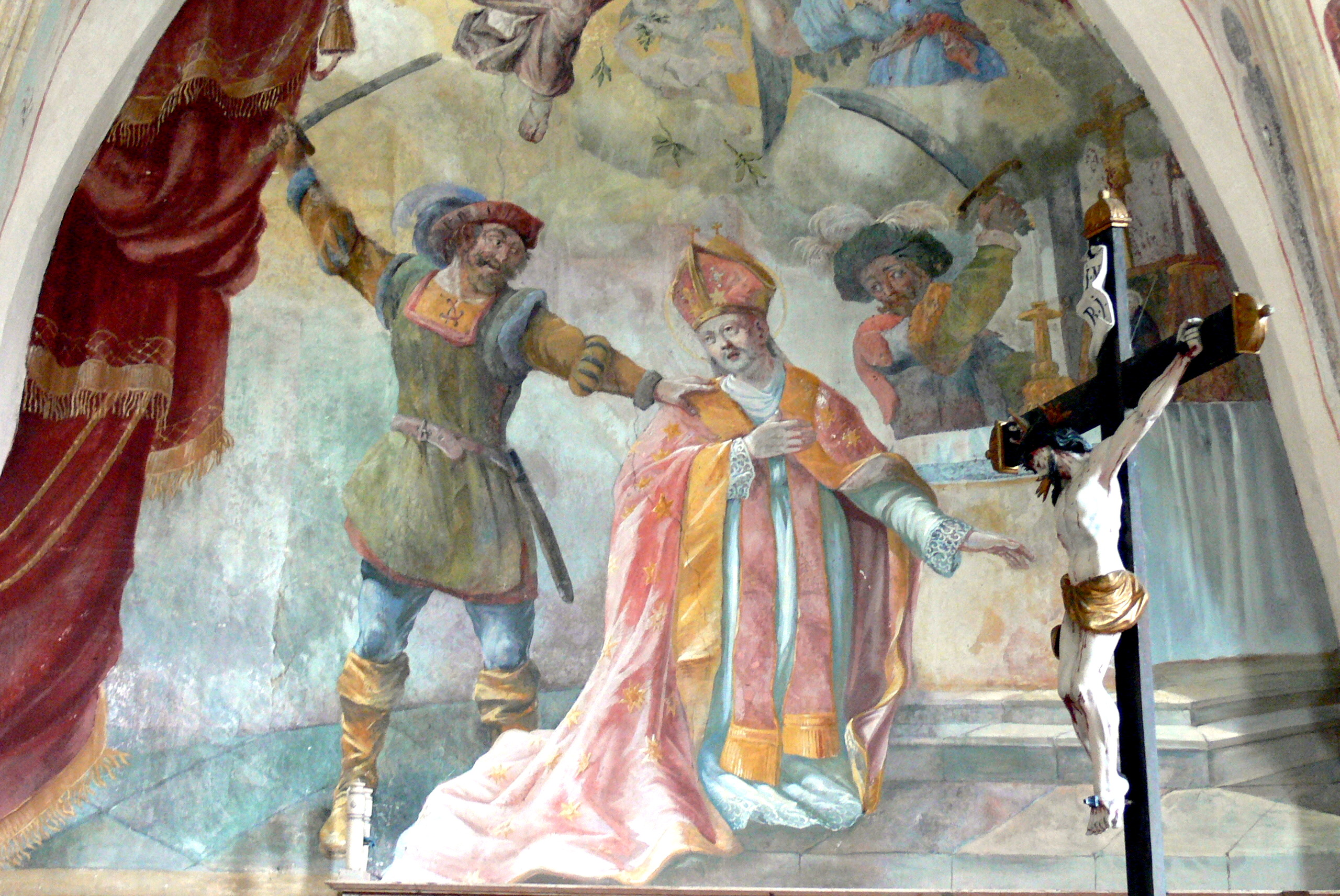
Martyrium des heiligen Adalar (1689) in St.Adolari, Tirol

Vor 1100 sollen die Gebeine nach Erfurt überführt worden seien. Jedenfalls beginnt in dieser Zeit seine Verehrung in Erfurt.
In der Prozessionsordnung von 1452 wird Adalar als Bischof bezeichnet; das kann für das 12. Jahrhundert nicht gesagt werden. Löther datiert die Quelle, die die beiden Heiligen erwähnt, in das 13. Jahrhundert: „Anno Domini MCLIIII corpora sanctorum episcoporum Adelarii et Eobani in Erfordia sepulta in monasterio beate Marie virginis inventa sunt et cum magna gloria translata.“
„Im Jahr 1309 stiftet ein Ritter Hermann, genannt Stranz, aus Dollstedt die Mittel für einen Altar in der Marienkirche, super quo sanctorum martirum et pontificum, scilicet Adelarii et Eobani, reliquie sunt locate.“
Der Reliquien-Sarkophag der Heiligen Adolar und Eoban im Erfurter Dom wird um 1350 datiert.